# Jakub Jasiński albo dwie Polski
Jakub Jasiński albo dwie Polski, (fr. Jacques Jasiński ou les deux Polognes) – dramat prozą w języku francuskim napisany przez Adama Mickiewicza w 1836.
Dramat składał się z pięciu aktów, jednak zachowały się tylko trzy lub cztery sceny pierwszego aktu i opis głównego bohatera. Bohaterem sztuki był Jakub Jasiński, zaś jej akcja osnuta była wokół powstania kościuszkowskiego. Jasiński u Mickiewicza został jednak odmłodzony w stosunku do pierwowzoru o jedenaście lat.
Sztuka była przeznaczona, wraz z Konfederatami barskimi, do wystawiania w teatrach francuskich, zwłaszcza w cieszącym się dużą popularnością teatrze Porte Saint-Martin. Jednak sztuka ta, mimo pochlebnych opinii pisarzy takich jak Alfred de Vigny czy George Sand, nie została przyjęta do realizacji.